# Monique Proulx
Pour les articles homonymes, voir Proulx et Monique Proulx (homonymie).
Œuvres principales
- Homme invisible à la fenêtre (1993)
- Les Aurores montréales (1996)

Monique Proulx, née le 17 janvier 1952 à Québec, est une écrivaine et scénariste québécoise.

## Biographie
Elle est née en 1952. Après avoir obtenu un baccalauréat en littérature et en théâtre de l'Université Laval, elle a été animatrice de théâtre, professeure de français et agente d'information au siège social de l'Université du Québec.
À l'été 1980, elle quitte son emploi pour se consacrer à l'écriture de son premier livre, Sans cœur et sans reproche. En 1984, elle vient s'établir à Montréal.
En 1993, Paule Baillargeon réalise le film Le Sexe des étoiles à partir du scénario de Monique Proulx adapté de son roman éponyme.
En janvier 2023, elle est nommée lauréate 2022 du Prix des cinq continents de la francophonie pour le roman publié en 2022, Enlève la nuit,

## Œuvre

### Romans
- Le Sexe des étoiles, Québec-Amérique, 1987 - traduction anglaise : Sex of the Stars, 1996
- Homme invisible à la fenêtre, Boréal, 1993 - traduction anglaise : Invisible Man at the Window, 1994
- Le cœur est un muscle involontaire, Boréal, 2002
- Champagne, Boréal, 2008
- Ce qu'il reste de moi, Boréal, 2015
- Enlève la nuit, Boréal, 2022

### Recueils de nouvelles
- Sans cœur et sans reproche, Québec-Amérique, 1983, (Réimpression, 1993)
- Les Aurores montréales, Boréal, 1996 - traduction anglaise : Aurora Montrealis, 1997

## Honneurs
- 1983 - Prix littéraires Radio-Canada
- 1983 - Prix littéraire Adrienne-Choquette pour Sans cœur et sans reproche
- 1984 - Prix littéraires du Journal de Montréal
- 1993 - Prix Le Signet d'Or pour Homme invisible à la fenêtre
- 1993 - Prix Québec-Paris pour Homme invisible à la fenêtre
- 1994 - Prix des libraires du Québec pour Homme invisible à la fenêtre
- 1994 - Prix littéraire Desjardins pour Homme invisible à la fenêtre
- 2009 - Finaliste au Prix littéraire des collégiens, Champagne[4]
- 2016- Finaliste au Prix littéraire des collégiens, Ce qu'il reste de moi[5]
- 2022 - Prix des cinq continents de la francophonie pour Enlève la nuit[2],[3]
- 2023 - Finaliste au Prix littéraire des collégien·ne·s , Enlève la nuit

## Filmographie

### En tant que scénariste
- 1988 : Gaspard et Fils, film québécois réalisé par François Labonté, scénario original de Monique Proulx
- 1993 : Le Sexe des étoiles, film québécois réalisé par Paule Baillargeon, scénario de Monique Proulx d'après son roman éponyme
- 1998 : Le Cœur au poing, film québécois réalisé par Charles Binamé, scénario original de Charles Binamé et Monique Proulx
- 1999 : Le Grand Serpent du monde, film québécois réalisé par Yves Dion, scénario original de Monique Proulx
- 1999 : Souvenirs intimes, film québécois réalisé par Jean Beaudin, scénario de Monique Proulx d'après son roman intitulé Homme invisible à la fenêtre
- 2006 : Délivrez-moi, film québécois réalisé par Denis Chouinard, scénario original de Denis Chouinard et Monique Proulx